# Divine Discontent
Divine Discontent es el cuarto álbum de estudio de la banda estadounidense Sixpence None the Richer publicado el año 2002.

## Lista de canciones
1. “Breathe Your Name” (Matt Slocum): 3:56
2. “Tonight” (Slocum): 3:52
3. “Down and Out of Time” (Leigh Nash, Slocum): 3:28
4. “Don't Dream It's Over” (Neil Finn): 4:03
5. “Waiting on the Sun” (Aniello, Jason Wade): 2:54
6. “Still Burning” (Kelly, Slocum): 4:02
7. “Melody of You” (Slocum): 4:50
8. “Paralyzed” (Slocum): 3:54
9. “I've Been Waiting” (Slocum): 4:19
10. “Eyes Wide Open” (Nash): 3:28
11. “Dizzy” (Slocum): 6:36
12. “Tension Is a Passing Note” (Slocum): 3:30
13. “A Million Parachutes” (Ashworth, Slocum): 6:19

## Posicionamiento
Álbum
| Año  | Listas                     | Posición |
| ---- | -------------------------- | -------- |
| 2002 | The Billboard 200          | 154      |
| 2002 | Top Contemporary Christian | 9        |

Singles - Billboard 
| Año  | Sencillo                | Listas                | Posición |
| ---- | ----------------------- | --------------------- | -------- |
| 2003 | "Don't Dream It's Over" | Adult Contemporary    | 12       |
| 2003 | "Don't Dream It's Over" | Adult Top 40          | 9        |
| 2003 | "Don't Dream It's Over" | The Billboard Hot 100 | 78       |